# Moratalla
Pour les articles homonymes, voir José Moratalla.
Moratalla est une municipalité dans la province de Murcie, Espagne. Elle a une superficie de 961 km2 et une population d'environ 8 475 habitants (2005).
La municipalité est située dans un secteur montagneux (Revolcadores, 2 001 m ; Villafuerte, 1 750 m ; Buitre, 1 400 m), et elle est arrosée par les rivières Benamor et Alhárabe (affluents de la Segura).
Son nom vient du nom latin que portait la ville sous l'époque romaine, à savoir Murata tallea
La municipalité est jumelée avec Saint-Jean-de-Serres (France).

## Géographie
La ville de Moratalla couvre une superficie de 954,82 km2, est la 202e plus grande municipalité d'Espagne et la troisième dans la région de Murcie, derrière Lorca et Jumilla. Elle fait partie de la comarque del Noroeste et le centre-ville est situé sur l'une des pentes de la colline de San Jorge et encadré par le mont Buitre (1 427 m) et le double pic du Fraile (1 372 m). Moratalla a une altitude moyenne de 681 mètres, bien qu'il existe des quartiers comme le Calar de la Santa situé à 1 250 mètres d'altitude.
Vers Calasparra et le Rio Segura se trouvent des jardins et des cultures de céréales et de riz ; vers Grenade, le sol relief est essentiellement montagneux.
Il s'agit de la zone la plus montagneuse de Murcie, avec plus de 20 sommets de plus de 1 400 m. Le plus important d'entre eux est le Pico de Revolcadores  avec 2 027 m de hauteur, souvent considéré comme le plus élevé de la région (selon d'autres sources, Revolcadores mesuré au sommet culmine à 2 001 m et los Obispos, avec 2 015 m).
La rivière Alharabe prend source sur la commune de Moratalla ainsi que son affluent, le Benamor, qui conflue dans le Segura.
Il convient de mentionner l'existence de bains thermaux situées dans la zone connue Somogil où l'eau coule à 24 °C. Situé dans le Barranco de Hondares, affluent de l'Alharabe.

### Localités voisines
Moratalla est à l'extrémité ouest de la région de Murcie bornée au nord et à l'ouest par la province d'Albacete, à savoir les municipalités de Socovos, Hellín, Letur et Nerpio. À l'est, la commune est bordée par Calasparra ; au sud, Cehegín et Caravaca de la Cruz et au sud-ouest par la province de Grenade, avec la ville de Puebla de Don Fadrique.
La commune est donc limitrophe des régions de Castille-La Manche (province d’Albacete) et d’Andalousie (province de Grenade).

## Lieux
La municipalité est divisée en quartiers, qui formaient les différents villages distants de plusieurs kilomètres entre eux. Par nombre d'habitants on compte notamment:
- Benizar (La Tercia, Mazuza, Otos et d'autres localités, 952 hab.)
- San Bartolomé ( La Sabinar, Calar de Santa et autres:. 619 hab)
- Campo de San Juan (San Juan Casicas, Zaen de Arriba, Zaen de Abajo, Maisons Aledo, La Ribera et autres: 284. pop)
- Cañada de la Cruz (avec les peaux: 205 hab.)
- Chêne (147. Pop) Arenal (121 hab.); Béjar (55 habs.); Inazares (40 habs.); Cobatillas (19 habs.); fleuve Segura (24 habs.), La Rogations (14 habs.).

5945 personnes vivent dans la ville même.

## Distance par rapport aux hameaux appartenant à la ville
| hameau            | Kilomètres (aprox) |
| ----------------- | ------------------ |
| Benizar           | 32                 |
| Calar de la Santa | 32                 |
| Campo de Béjar    | 14                 |
| Campo de San Juan | 21                 |
| Cañada de la Cruz | 57                 |
| El Sabinar        | 28                 |
| Inazares          | 55                 |
| La Rogativa       | 45                 |
| Mazuza            | 40                 |
| Casa Requena      | 42                 |
| Otos              | 37                 |

## Histoire

### Préhistoire
Il y avait une présence importante de groupes d'hommes préhistoriques sur la commune, comme en témoigne l'art rupestre bien conservé qui se trouve dans les grottes de la commune, ce qui correspond à plus de cinquante pour cent des peintures rupestres de la région de Murcie. La découverte en 2004 d'un nouveau site, œuvre de l’archéologue Javier Ros, dans la zone del Molino de Capel une fois de plus, montre l'importance de ces lieux à ces expressions humaines sédentaires. Tous ces échantillons relèvent de l'art du Levantin (il y a 10 000 ans).

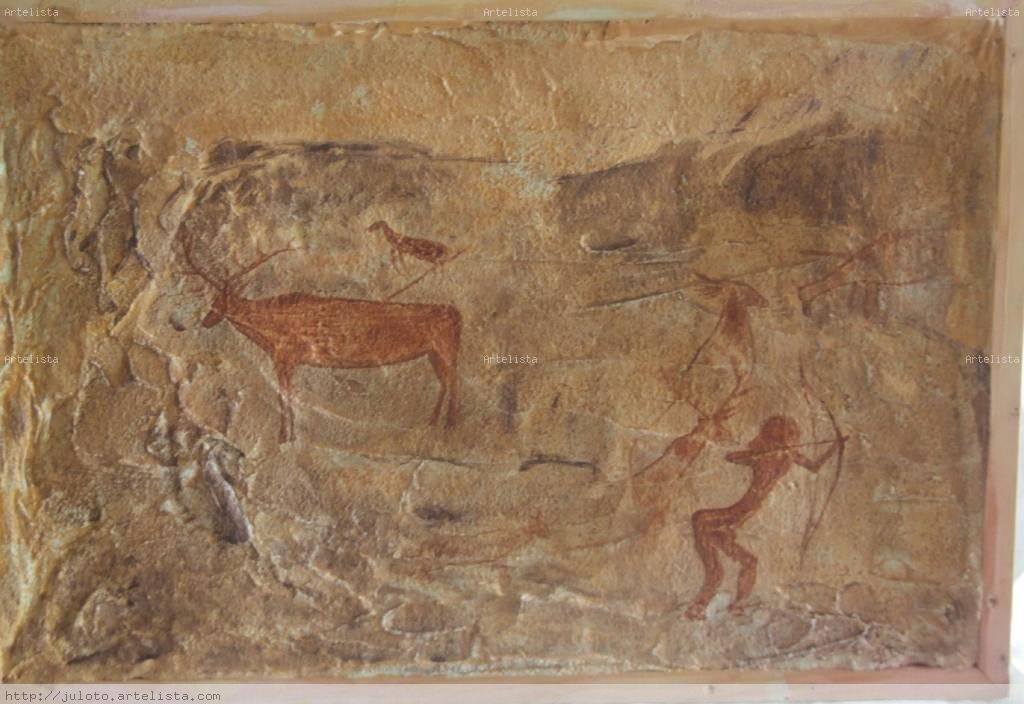
Peintures rupestres de la Cañaica del Calar

Des centaines d'images peintes forment un patrimoine absolument remarquable et précieux de l'intelligence humaine, tandis que ces magnifiques "musées en plein air" font donc, depuis 1998 partie du patrimoine mondial de l'humanité.
En 2007, a été ouvert un Centre régional de l'interprétation de l'art rupestre "Maison du Christ" (Casa de Cristo). L'objectif principal de ce nouvel espace, situé à six kilomètres de la ville de Moratalla est de préserver, diffuser et promouvoir la mise en valeur de l'art rupestre de la Région de Murcie.
Il y a aussi des tombes murs argarique et chalcolithique sur la colline des Vipers (env. 3 000 av.). À Los Molinicos a été trouvé un village ibérique du IVe siècle. C. ).
- Abris sous roche de Cañaica del Calar

### Moyen Âge
Moratalla était une seigneurie et une des principales commanderies de l'ordre de Santiago dès le XIIIe siècle,.

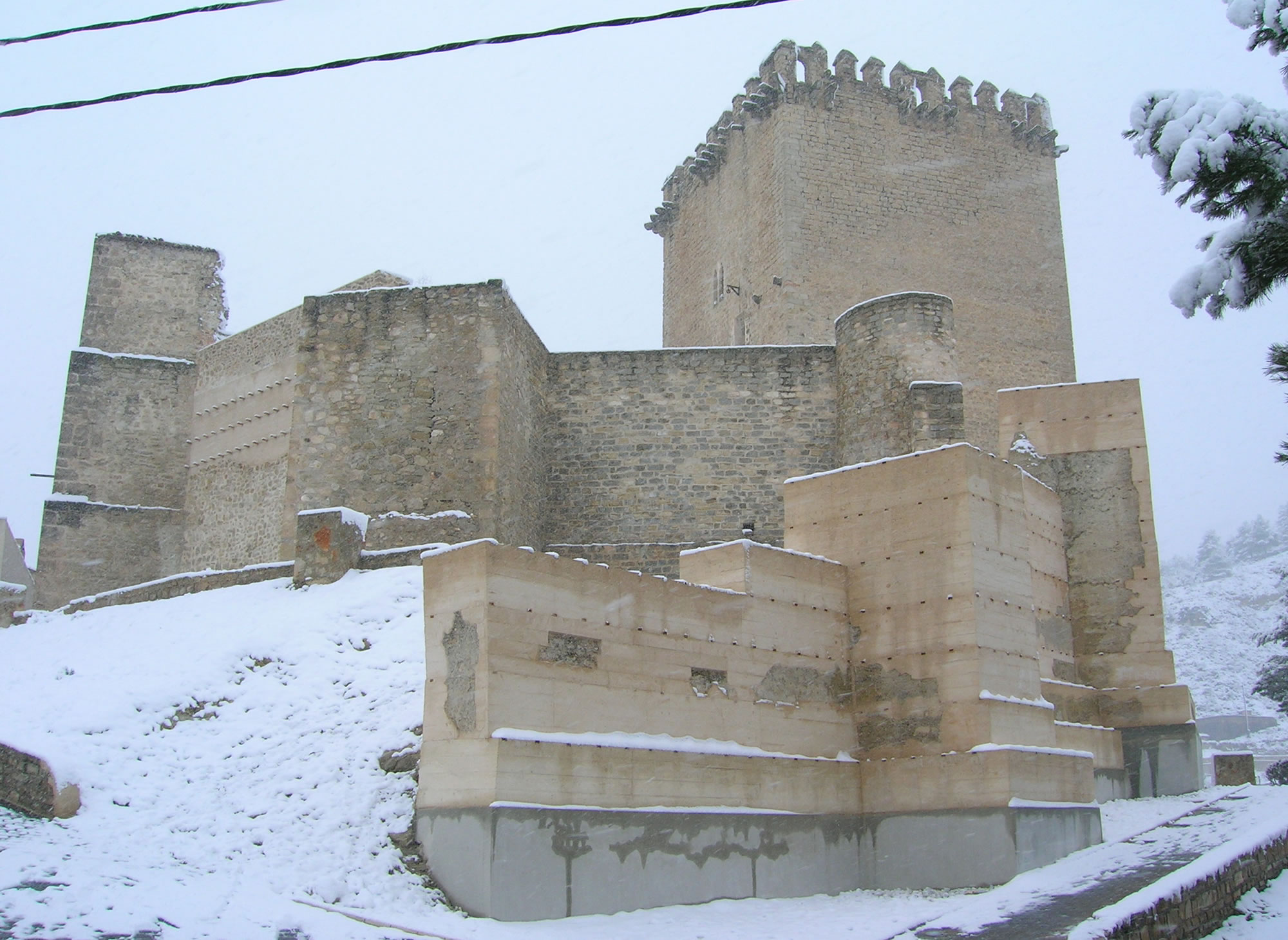
Le château de Moratalla

### Histoire contemporaine
À partir du milieu du XVIIIe siècle, la vie des paysans est très difficile. Essentiellement à cause des épidémies récurrentes et les crises agricoles, des disettes, des phénomènes sociaux tels que le banditisme et l'anarchie, et le manque d’industrialisation. Dans le milieu du XXe siècle il n’y avait guère d’industries, et Moratalla se retrouvait essentiellement isolé du fait du manque de communication et de routes commerciales.
Dans l'histoire récente de la ville, les faits les plus pertinents ont été la construction de l’autoroute du No1uest, ce qui a mis fin à l’isolement de la ville.
Autre évènement marquant, le grand incendie de 1994 , qui a brûlé plus de 30 000 hectares. En 1994, la Sierra de la Muela brûla dans sa quasi-totalité, toute la Sierra del Cerezo et les monts situés entre celle-ci et le sanctuaire de Notre Dame de l’Espérance (Nuestra Señora de la Esperanza ) situé sur la commune de Calasparra, sur une rive du fleuve Segura. En 2005, les observations ont montré que certains pins ont repoussé, surtout dans les lieux ombragés, généralement avec des hauteurs ne dépassant pas 1 m. Seule la forêt galerie aux abords de la rivière Segura (bosque galería) a été entièrement replantée. Dans la zone de Las Murtas, on a replanté des cèdres d’Espagne.

## Démographie

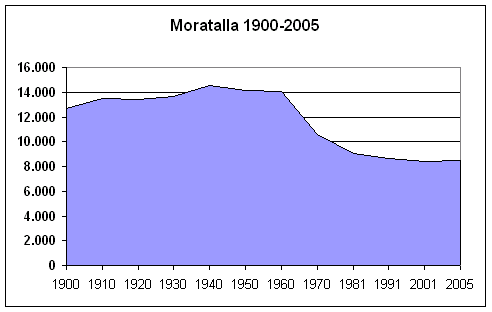
1. Évolution démographique de la municipalité de Moratalla entre 1900 et 2005. Informations de l’INE, en décennie.
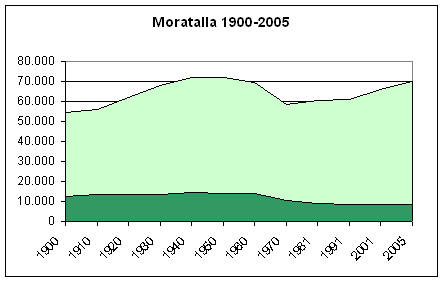
2. Évolution de Moratalla (vert foncé) par rapport à l’évolution de la comarque (vert clair).
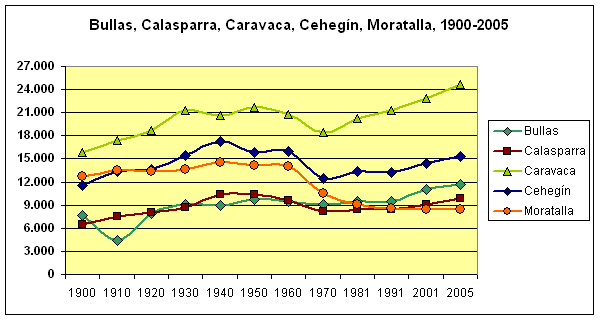
3. Évolution de Moratalla en orange par rapport aux autres communes de la comarque.
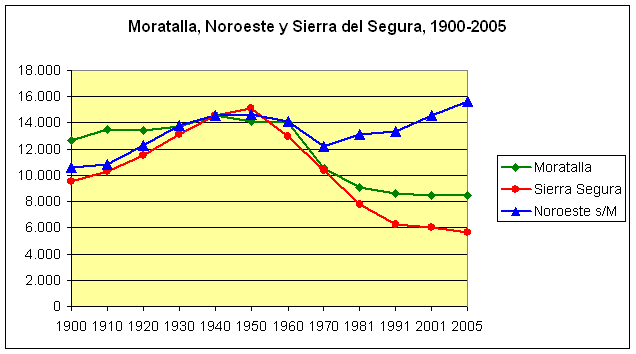
4. Moratalla (vert) par rapport aux autres communes du Noroeste et celles de la Sierra del Segura.
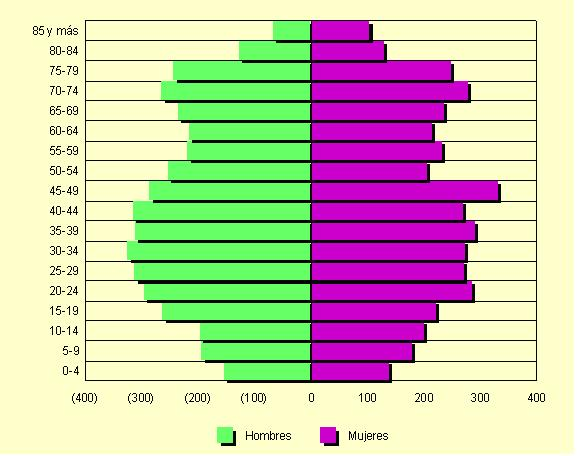
5. Pyramide des âges (2006)

La population historique de Moratalla, depuis 1900, est atteinte en 1940. Dans les années 1960, une crise se produit, avec des pertes de population (-24 % en 10 ans, -35 % en 20 ans) qui émigre surtout en France et en Communauté Valencienne (essentiellement dans la commune d’Alicante). Dans les années 1980, il y a une stabilisation de la population qui se trouve confirmée dans les années 1990, aux alentours de 8 500 habitants.
D’après l’INE, en 2010, il y avait 4 313 hommes et 4 131 femmes.
| 1900   | 1910   | 1920   | 1930   | 1940   | 1950   | 1960   | 1970   | 1981  | 1991  | 2001  | 2005  | 2008  | 2009  | 2010  | 2011  |
| ------ | ------ | ------ | ------ | ------ | ------ | ------ | ------ | ----- | ----- | ----- | ----- | ----- | ----- | ----- | ----- |
| 12 689 | 13 500 | 13 412 | 13 692 | 14 536 | 14 117 | 14 029 | 10 549 | 9 083 | 8 625 | 8 436 | 8 473 | 8 424 | 8 455 | 8 444 | 8 382 |

## Liste des maires
| Mandat    | Maire                    | Parti                     |
| --------- | ------------------------ | ------------------------- |
| 1979-1983 | Antonio García Arias     | PSOE (Minorité)           |
| 1983-1987 | Antonio García Arias     | PSOE (Majorité)           |
| 1987-1990 | Antonio García Arias     | PSOE (Majorité)           |
| 1990-1991 | Antonio Navarro García   | PSOE (Majorité)           |
| 1991-1995 | Antonio Navarro García   | PSOE (Majorité)           |
| 1995-1999 | Antonio Navarro García   | PSOE (Minorité )          |
| 1999-2000 | Antonio García Arias     | PSOE (Majorité)           |
| 2000-2001 | Jesús Molina García      | IU (coalition avec le PP) |
| 2002-2003 | Antonio García Rodríguez | PP                        |
| 2003-2007 | Antonio García Rodríguez | PP (Minorité)             |
| 2007-2011 | Juan Llorente Martínez   | PSOE (Minorité)           |
| 2011-2015 | Antonio García Rodríguez | PP (Majorité)             |

## Économie et services
Les ressources principales de la commune proviennent de l’agriculture (abricots, olives (huiles d’olive), amandes, pêches, plantes aromatiques …), les fruits en conserve. L’industrie de transformation du bois et le tourisme rural sont aussi très importants. La commune fait également partie de l'aire d'appellation « Calasparra (es) » , pour sa production de riz, notamment le bomba.

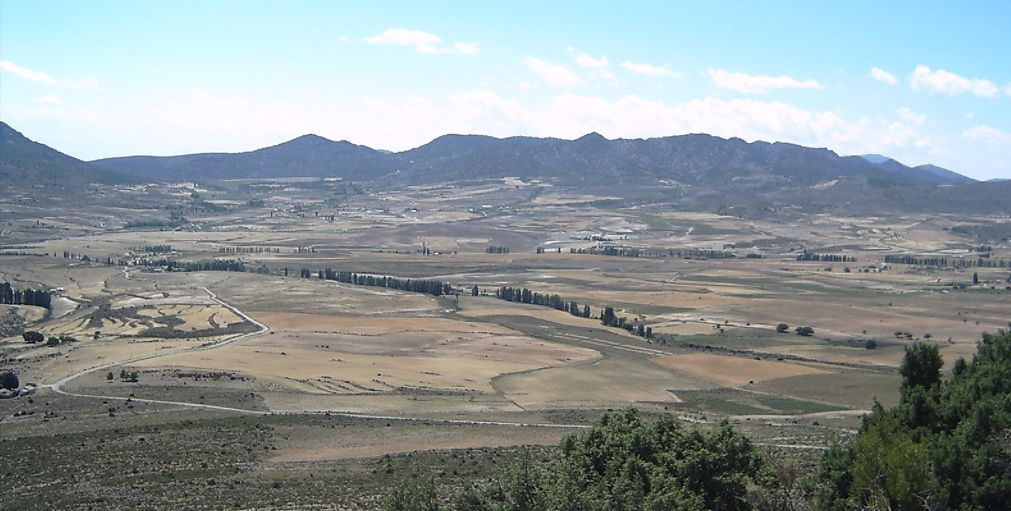
Vue sur les champs céréaliers de San Juan

## Écologie
Moratalla contient plusieurs espaces naturels protégés notamment par la LIC (Lugar de importancia comunitaria) et ZEPA ( Zona de especial protección para las aves).
Il y a également la réserve naturelle de Sotos y bosque de la ribera Cañaverosa. La réserve naturelle de Moratalla préserve des espèces comme le bouquetin ibérique.

## Culture
La municipalité a une bibliothèque qui contient environ 20 000 ouvrages, avec une section importante sur la littérature pour enfants. Le théâtre (Trieta) fait également office de cinéma et accueille des expositions temporaires, publiques et privées. Dans ce théâtre ont souvent lieu des spectacles organisés par le groupe municipal La Cortijá, dont le but principal est de recueillir des fonds pour l'Association espagnole contre le cancer.
Les festivités traditionnelles sont Las fogatas de San Anton (janvier), la bénédictions des blés (Bendicion de los trigos) en avril, le pèlerinage de La Rogativa ( La romeria de La Rogativa) en mai, le jour de Jésus Christ en juin, la Saint-Barthélemy en août, les feux de joie appelés ‘’ Castillos de la Purisima’’ en décembre et la Sainte Barbara en décembre.

### Semaine sainte de Moratalla

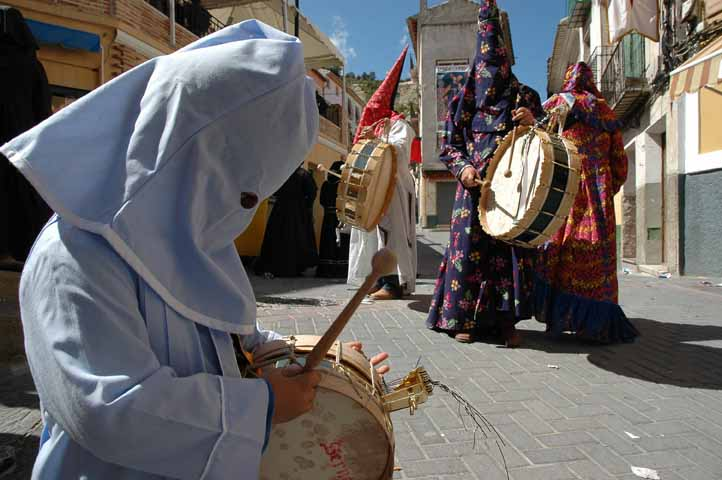
Tambourineurs à Moratalla

Bien que pendant la Semaine sainte (semaine de Pâques), on organise à Moratalla les traditionnelles processions, la tradition la plus caractéristique de la ville sont, sans aucun doute, les tamboradas (concentration  importante de tambourineurs), les jeudi saint, vendredi saint et le dimanche de la Résurrection. Les ‘’tamboradas’’ est une tradition antique, où les tambours servent à rappeler les tremblements de terre qu’il y aurait eu lors de la crucifixion de Jésus Christ. On ne sait pas exactement l’ancienneté de cette tradition, plusieurs hypothèses sont émises, mais la plus plausible est celle qui présente cette tradition des ‘’tamboradas’’ comme un héritage des Franciscains durant le XVIe siècle.
Il y a plusieurs localités qui partagent cette tradition si enracinée dans le peuple, comme Moratalla, diverses communes pratiquent cette tradition des ‘’tamboradas’’ comme Mula , Baena , Calanda , Hellin ou Tobarra. Cependant, la célébration se singularise à Moratallera parce que les tambourineurs portent dans cette ville des tuniques faites traditionnellement avec des dessins qui sont tous uniques et colorés, comme les Nazaréens, avec le visage couvert d’une toque. Les tambours sont également faits traditionnellement dans la ville.
Le plus grand afflux de joueurs de tambour se produit aux alentours de midi et dans l’après-midi, en se concentrant sur la zone connue sous le nom de la ‘’Farola y Plaza Tamallo’’.

#### La tunique
Les robes sont, sans doute, la particularité de la semaine sainte de Moratalla de par leurs singularités. Leurs motifs sont totalement différents les uns des autres.

#### Les journées nationales
Avec son caractère annuel, et ce, depuis 1984, toutes les municipalités qui ont cette tradition de ‘’tamboradas’’ célèbrent chaque année les Journées Nationales du tambour ‘’Jornadas nacionales de Exaltacion del tambor y el Bombo’’, plus couramment appelées les ‘’Jornadas’’. Moratalla a accueilli à deux reprises, soit en 1987 et 1997, la IIIe et la XIIe Conférence Nationale, après avoir été démissionné en 2008 en tant que ville qui accueillera la XVIIIe édition de cet événement de grande ferveur populaire, en particulier le 29 février et les 1er et 2 mars, Moratalla vibrera au rythme du jeu et de battre des milliers de batteurs qui voyagent avec leurs tambours vêtements disparates.

### Fêtes en l’honneur du Saint Christ del Rayo
Le jour du ‘’ Cristo del Rayo ‘’ qui a lieu le 15 juin, mais les festivités en son honneur appelé populairement ‘’Fiestas de la vaca ‘’ (Fête de la vache) se tiennent pendant la semaine du 11 au 17 juillet, elles commencent lorsque la cloche sonne, à l’aube du 11 juillet. En outre, durant les festivités, différents événements se produisent, parmi lesquels :
- ‘’ Encierros de toros ‘’ (Course de taureaux) dans les rues de la ville
- Élection de Miss Moratalla et ses dauphines,
- Concours littéraire ‘’Albaricoque de Oro’’
- Feux d'artifice,
- Bals dansants

### Feria de San Miguel
La feria de San Miguel coïncide avec la Saint Miguel (29 septembre), San Miguel étant le saint patron de la ville. Chaque année, la municipalité organise un marché médiéval dans les rues principales de la ville.

## Moratalleros célèbres
- Ramón Barba, sculpteur, *1767-†1831.
- Pedro María López y Martínez, *1861, professeur à l’université en Philosophie, auteur de Apuntes para unos prolegómenos a la Metafísica.
- José Antonio Lozano Teruel, *1939, biologiste et biochimiste
- Manuel López Azorín, *1946, poète
- Pascual García, *1962, poète et écrivain
- Juan Martínez Navarro "El Petra", activiste démocrate, fondateur du P.S.O.E. à Moratalla. *1920-†2005.
- Jesús Martínez García ("Jesús Castaño"). Moratalla (1902)-Mallorca (1974). Poète signant ses poèmes sous le pseudonyme de Elías Los Arcos.
- Esteban Navarro (né en 1965), écrivain  espagnol y est né.

## Galerie

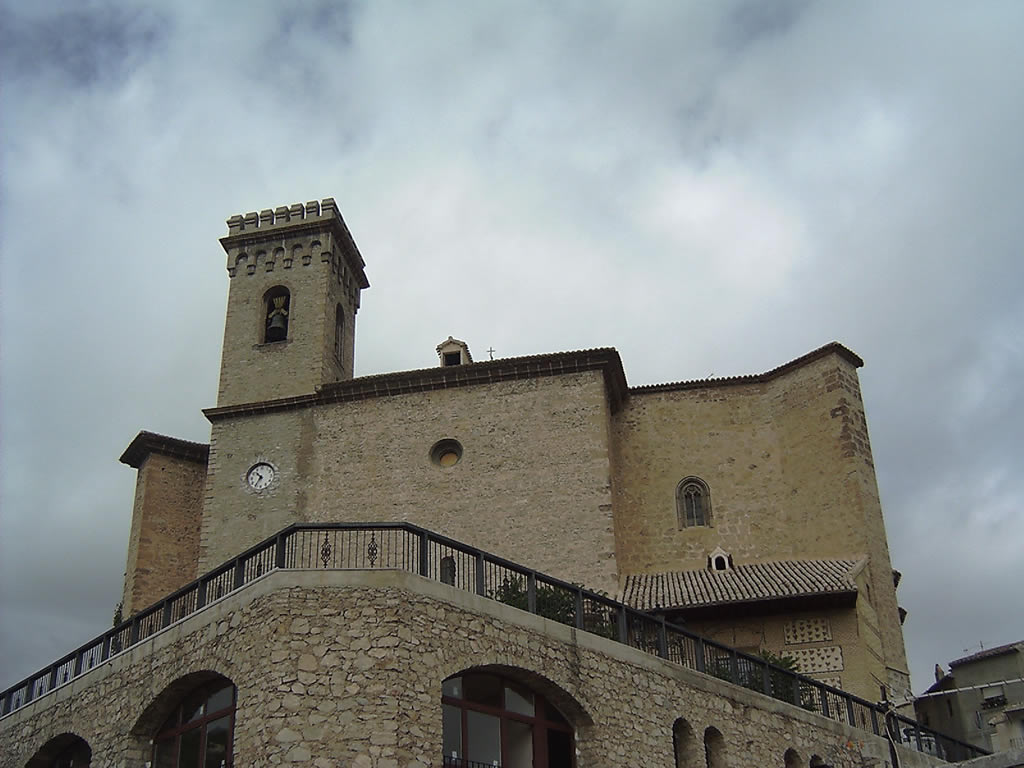
Santa María de la Asunción
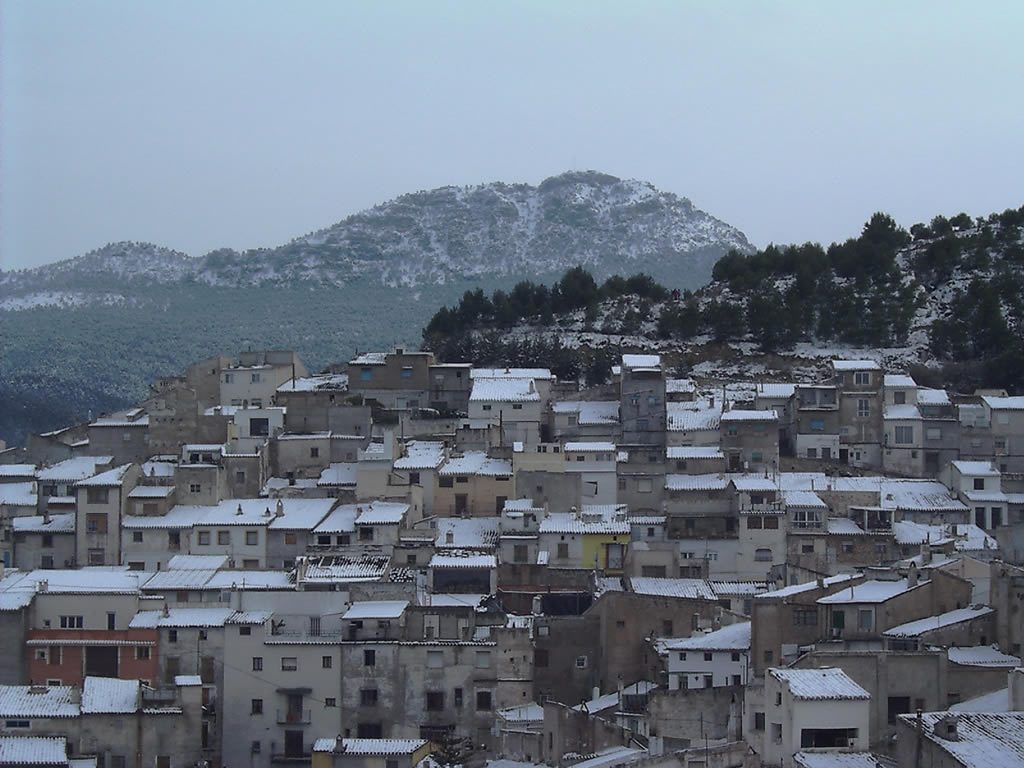
Moratalla
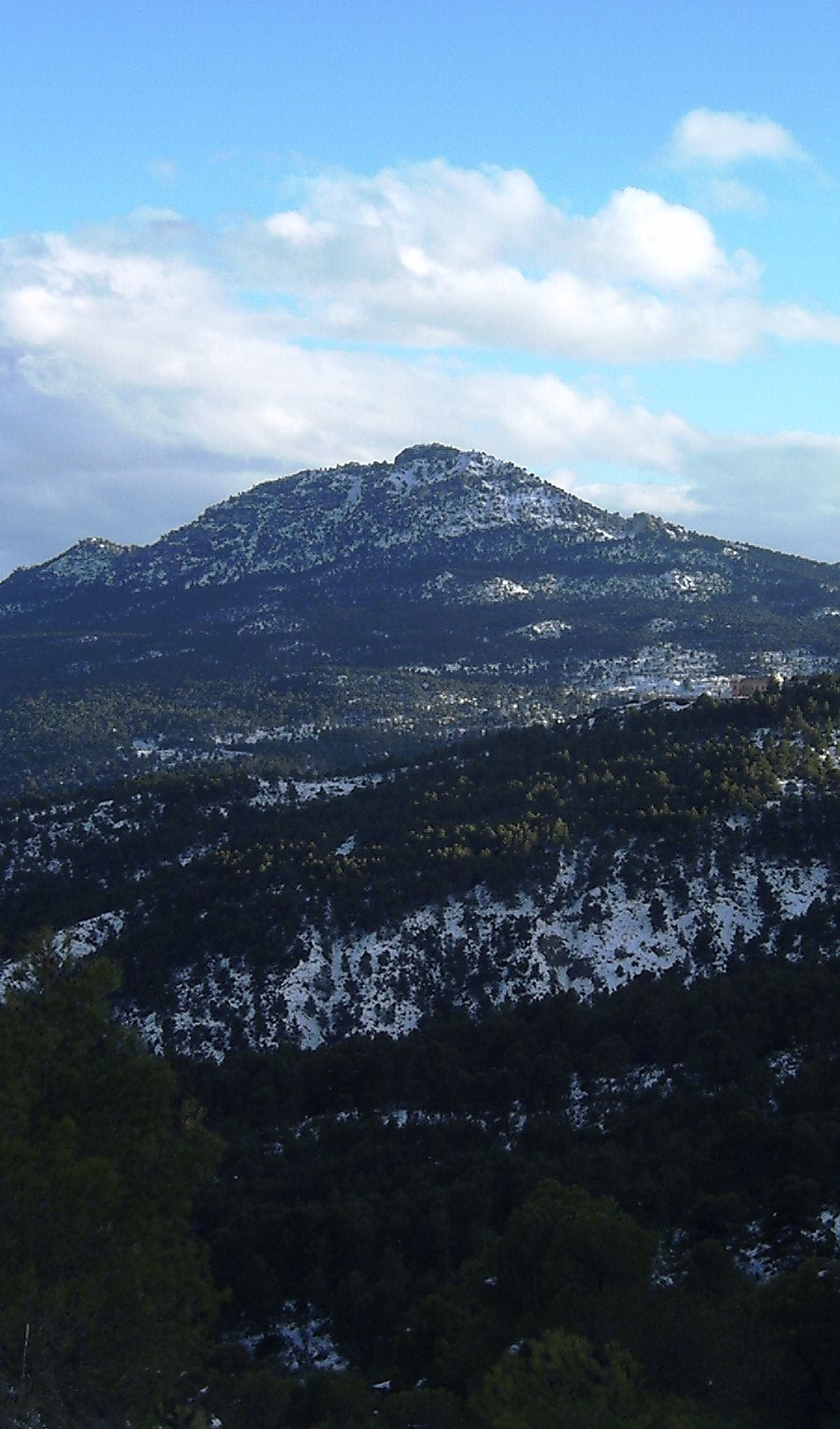
Pic del Buitre (2005)

## Jumelages
Moratalla est jumelée avec
- Saint-Jean-de-Serres (France)